# Discina
Discina é um género de fungos ascomicetes aparentados com os do género Gyromitra. Contém 20 espécies. Os seus corpos frutíferos são em forma de prato ou de taça. O membro mais bem conhecido é a orelha-de-porco (D. perlata), considerado comestível depois de bem cozido, apesar de ser visto com suspeição dada a sua relação com Gyromitra esculenta.